# إدوارد إل. مورس
إدوارد إل. مورس (بالإنجليزية: Edward L. Morse)‏ هو كاتب أمريكي، ولد في 5 يناير 1942 في نيويورك في الولايات المتحدة.